# Benedito Araújo
Benedito Araújo (* 21. November 1963 in Paço do Lumiar, Maranhão, Brasilien) ist ein brasilianischer Geistlicher und römisch-katholischer Bischof von Guajará-Mirim.

## Leben
Benedito Araújo empfing am 17. November 1991 das Sakrament der Priesterweihe.
Am 23. März 2011 ernannte ihn Papst Benedikt XVI. zum Koadjutorbischof von Guajará-Mirim. Der emeritierte Bischof von Viana, Xavier Gilles de Maupeou d’Ableiges, spendete ihm am 4. Juni desselben Jahres die Bischofsweihe; Mitkonsekratoren waren der Erzbischof von São Luís do Maranhão, José Belisário da Silva OFM, und der Bischof von Guajará-Mirim, Geraldo Verdier. Am 8. Dezember 2011 wurde Benedito Araújo in Nachfolge von Geraldo Verdier, der aus Altersgründen zurücktrat, Bischof von Guajará-Mirim.